# Antonio Davis
Antonio Davis (* 31. Oktober 1968 in Oakland, Kalifornien) ist ein ehemaliger US-amerikanischer Basketballspieler.
Seine Karriere begann Antonio Davis an der University of Texas at El Paso, wo er für die UTEP Miners spielte. Für den Miners lief er 122 Mal auf und erzielte 9,2 Punkte bei 6,1 Rebounds im Schnitt. Nachdem Davis 1990 bei den NBA-Drafts an 45. Stelle von den Indiana Pacers ausgewählt wurde, wechselte er nach Europa, wo er für je eine Saison bei Panathinaikos Athen sowie Philips Milano unter Vertrag stand. 1993 wechselte er in NBA und spielte in den folgenden Jahren bei vier verschiedenen Mannschaften. Bis zu seinem Karriereende im Jahr 2006 kam Davis auf 859 Spiele, in denen er im Schnitt 10,3 Punkte erzielen und 7,6 Rebounds sammeln konnte. 2001 wurde Davis, als Spieler der Toronto Raptors als NBA-All-Star ausgezeichnet.
Am 18. Januar 2006 wurde Davis bei einer Begegnung zwischen seiner Mannschaft den New York Knicks und den Chicago Bulls disqualifiziert, als er während des Spiels auf die Tribüne ging und sich dort mit einem Zuschauer (Michael Axelrod, Sohn von David Axelrod) anlegte. Davis gab an, besorgt um seine Frau gewesen zu sein, von der er dachte, dass sie umgefallen und von betroffenem Zuschauer angegangen worden sei. Seine Frau gab an, dass Axelrod in Anwesenheit ihres Kindes eine ausfallende Sprache benutze. Als sie ihn bat, dies zu unterlassen, soll er ihr gegenüber persönlich geworden sein. Axelrod gab seinerseits an, von Davis’ Frau angegriffen worden zu sein. Von der NBA wurde Davis aufgrund dieses Vorfalls für fünf Meisterschaftsspiele gesperrt.
Von 2005 bis 2006 war Davis Präsident der Spielergewerkschaft National Basketball Players Association.

## Nationalmannschaft
Mit der US-Nationalmannschaft nahm Davis an der Weltmeisterschaft 2002 teil. Vor heimischem Publikum startete die Mannschaft mit 3:0 Siegen aus der Vorrunde in das Turnier und traf dabei unter anderem auf die Nationalmannschaft Deutschlands. In der Zwischenrunde verlor Davis’ Mannschaft am 4. September 2002 gegen Argentinien mit 87–80. Dies war die erste Niederlage einer Nationalmannschaft der USA, bei der NBA-Spieler eingesetzt wurden; davor waren die USA in 57 Spielen ungeschlagen geblieben. Nachdem man im Viertelfinale gegen Jugoslawien und schließlich im Spiel um Platz fünf den Spaniern unterlag, sprang am Ende lediglich ein enttäuschender sechster Platz heraus.

## Auszeichnungen
- NBA-All-Star: 2001
- Teilnahme an Weltmeisterschaften: 2002